# Ângelo (futebolista)
Ângelo Mariano de Almeida, mais conhecido como Ângelo (Salvador, 12 de junho de 1981), é um ex-futebolista brasileiro que atuava como lateral-direito e volante.

## Títulos
Corinthians
- Campeonato Paulista: 2001
- Copa do Brasil: 2002
- Torneio Rio-São Paulo: 2002

Lecce
- Campeonato Italiano - Serie B: 2009/10
- Campeonato Italiano- Série C: 2016/17